# マヌエル・ノリエガ
マヌエル・アントニオ・ノリエガ・モレノ（Manuel Antonio Noriega Moreno [maˈnwel noˈɾjeɣa], 1934年2月11日 - 2017年5月29日）は、パナマ共和国の軍人、政治家。1983年から1989年の間、独裁者として君臨した同国の最高司令官（将軍）である。
ノリエガと米国との関係は、ヒューゴ・スパダフォーラの殺害とバルレッタ大統領辞任の後、1980年代後半に悪化した。最終的に、他国の諜報機関との関係が明らかになり、麻薬密売への関与がさらに調査された。1988年、ノリエガはマイアミとタンパの連邦大陪審により、恐喝、麻薬密輸、マネーロンダリングの罪で起訴された。米国は、彼の辞任を求める交渉が失敗し、ノリエガが1989年のパナマ総選挙を無効にした後、パナマへの侵攻を開始した。ノリエガは捕らえられて米国に飛ばされ、そこでマイアミの起訴状で裁判にかけられ、ほとんどの容疑で有罪判決を受け、40年の懲役を言い渡され、最終的には善行のために減刑された後、17年服役した。ノリエガは2010年にフランスに引き渡され、そこで有罪判決を受け、マネーロンダリングで7年の禁固刑を言い渡された。また2011年、フランスは彼をパナマに引き渡し、そこで彼は統治中に犯した犯罪で投獄された。2017年3月に脳腫瘍と診断されたノリエガは、手術中に合併症を起こし2か月後に死亡した。
パナマにおけるノリエガの権威主義的統治は独裁制と表現されており、メディアの抑圧、軍の拡大、政敵の迫害によって特徴付けられ、選挙結果を事実上支配していた。彼は支持率を維持するために軍事ナショナリズムに依存しており、特定の社会的または経済的イデオロギーを支持していなかった。ノリエガ体制下のパナマは米国との複雑な関係で知られており、米国の同盟国であると同時に宿敵でもあると言われていた。彼は当時の最も有名な独裁者の1人と呼ばれており、カダフィやピノチェトなどの権威主義的な支配者と比較されている。

## 人物・生涯

### 経歴
パナマ大学を卒業後にペルーに留学。帰国後、国家警備隊に入隊し、パナマの米州学校で訓練を受けた。

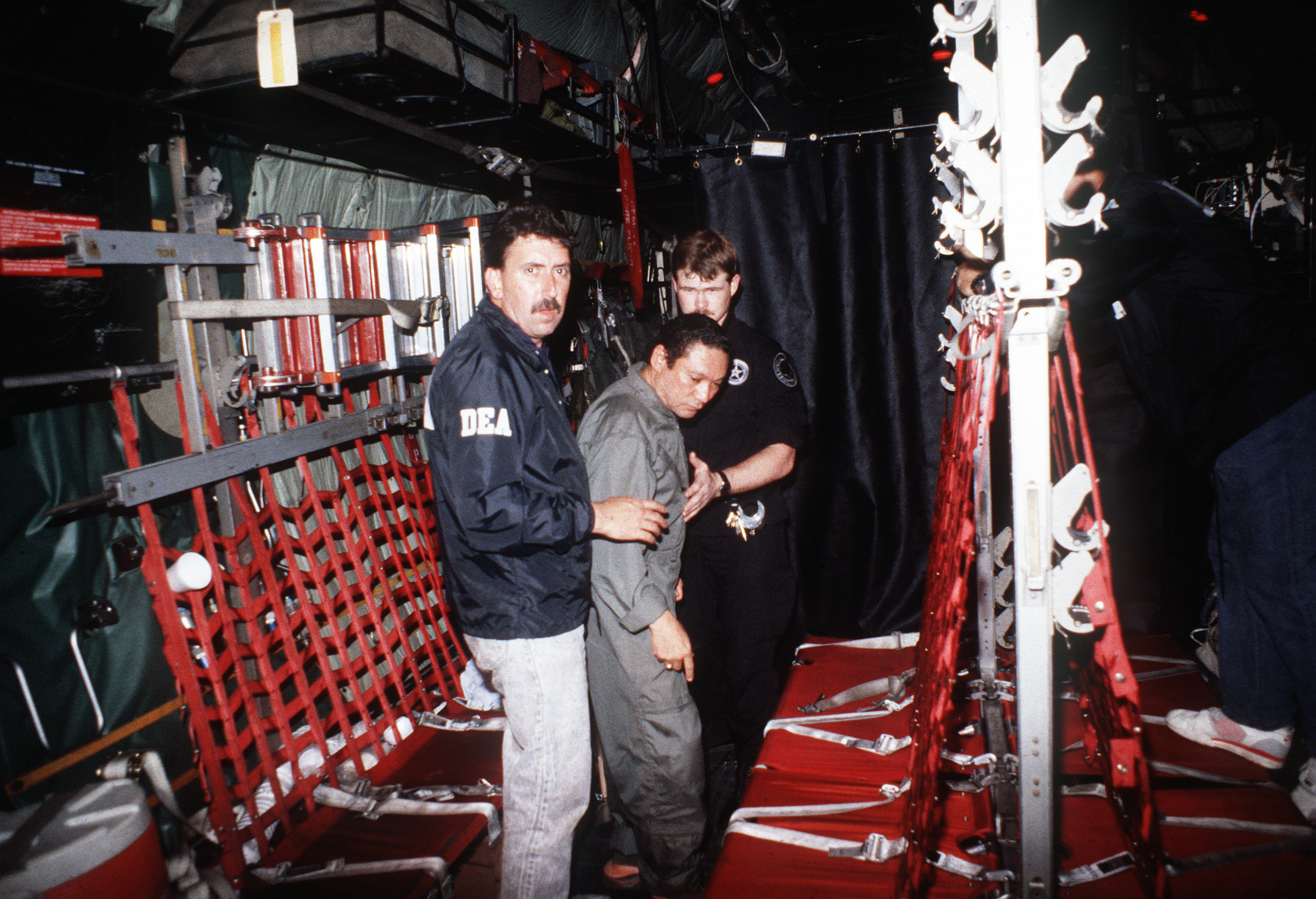
DEA捜査官に拘束されるノリエガ

1983年、パナマ軍最高司令官に就任。隣国コロンビアの麻薬組織（メデジン・カルテル）と結びつき、パナマからアメリカ合衆国へコカインなどを密輸するルートを私物化していった。さらに反米国家のリビア人（カダフィ政権）やキューバ人に対してアメリカの査証やパスポートを闇ルートで転売していた。1989年に大統領選挙に出馬したが、落選が確実になると軍をあげて選挙の無効を宣言する。この時、「尊厳大隊」という直属の私兵組織を動員し、反対者に対して暴力を振るうなどして鎮圧した 。
ところがその5日後、麻薬の不正浄化や在パナマアメリカ軍兵士の殺害、選挙結果の不履行を理由にブッシュ大統領によるアメリカ軍のパナマ侵攻を受け、アメリカ軍の圧倒的な物量差を前にパナマ国防軍は敗北した 。戦闘による混乱の中彼は拘束され、麻薬密輸の罪で懲役40年（後に30年に減刑）の判決を受ける。フロリダ州マイアミで服役中だったが、模範囚であることを理由に刑期は短縮され2007年9月9日に釈放された。
ノリエガはパナマに帰国して隠退生活を望んでいたとされるが、フロリダ州連邦地裁は2007年8月28日にノリエガの身柄を刑期終了後にフランスに引き渡すとする決定を下した。フランスでは、同国内の銀行口座を使って麻薬資金の洗浄を行っていたとして1999年に欠席裁判のままノリエガに対し禁固10年の有罪判決が下されており、アメリカに対して身柄引き渡しを要求していた。その後アメリカ合衆国国務長官ヒラリー・クリントンが引き渡し命令に署名し、2010年4月26日にノリエガはフランスへ移送され、同年7月7日にパリの裁判所にて禁固7年の有罪判決が下されている。
パナマでは、政敵であったウーゴ・スパダフォラ殺害の容疑にてノリエガに禁固20年の判決が出ている。ノリエガはこれに対して、裁判で無実を勝ち取るとしていた。
2011年12月11日、ノリエガはフランスからパナマへ送還され現地到着後に収監された。彼にとって22年振りの母国帰国となった。
2012年2月5日、ノリエガは高血圧症のためパナマ市内の病院に搬送された。
2014年7月15日、ゲーム『コール オブ デューティ ブラックオプス2』において名前を無断で使用され、「誘拐犯」「殺人者」と描かれたとして、カリフォルニア州のゲーム会社アクティビジョン・ブリザードに対し損害賠償を求める訴訟を起こしたが、同年10月28日、ロサンゼルス郡地裁は「80年代から90年代の当人の行いを考慮すれば、ゲームにより名声が傷つけられたという証拠を見つけるのは難しい」として訴えを退けた。
2017年3月7日に脳腫瘍の手術を受け、直後に出血が見られ重体と報じられた。同年5月29日、83歳で死去。

### その他
日本の報道ではノリエガ将軍の通称で呼ばれた。
ノリエガは、1950年代からCIAのために活動していたといわれる。オマル・トリホス政権ではパナマの諜報機関G2の責任者を務め、CIAがG2の訓練を行なっていた。ブッシュ大統領がCIA長官を務めていた1976年当時、ノリエガはCIAから年間11万ドルを受け取り、各地のパナマ大使館から得た情報をCIAに流していた。
一方で、ノリエガはアメリカと敵対するキューバのカストロ政権やニカラグアのサンディニスタ政権など中米・カリブ海の左派政権とも関係を持ち、多重に取引をしていた。

## 脚註
1. 1 2 3 4 5  平山亜理 (2017年5月31日). “ノリエガ元将軍死去 1989年米パナマ侵攻で失脚”. 朝日新聞 (朝日新聞社):  p. 9
2. ↑  “Panama ex-strongman Manuel Noriega dies”. BBC. (2017年5月30日)
3. ↑  “Manuel Noriega”. Encyclopedia Britannica. 2017年5月30日閲覧。
4. ↑  Tran, Mark. “Manuel Noriega – from US friend to foe”. The Guardian 2017年5月30日閲覧。
5. ↑   (PDF) Drugs, Law Enforcement and Foreign Policy. United States Government Printing Office. (December 1988). p. 3.
6. ↑  Hersh, Seymour (1986年6月12日). “Panama Strongman Said to Trade in Drugs, Arms, and Illegal Money”. New York Times 2017年6月6日閲覧。
7. ↑  Tisdall, Simon (2010年4月28日). “Why Manuel Noriega became America's most wanted”. The Guardian 2017年9月30日閲覧。
8. ↑  Koster, R.M.; Sánchez, Guillermo (1990). In the Time of the Tyrants: Panama, 1968–1990. New York: Norton. ISBN 978-0-393-02696-2
9. ↑  Archibold, Randal C. (2017年5月30日). “Manuel Noriega, Dictator Ousted by U.S. in Panama, Dies at 83”. The New York Times 2017年5月30日閲覧。
10. ↑  Albert, Steven (1993). The Case against the General: Manuel Noriega and the Politics of American Justice. New York: C. Scribner's Sons. ISBN 978-0-684-19375-5
11. ↑  “Extradition fight halts former Panamanian leader Manuel Noriega's release from US prison”. International Herald Tribune. Associated Press. (2007年9月9日).  オリジナルの2007年9月12日時点におけるアーカイブ。 2017年10月24日閲覧。
12. ↑  パナマのノリエガ元将軍、刑期終了後は仏へ…米連邦地裁 読売新聞 2007年8月29日[リンク切れ]
13. ↑  “パナマのノリエガ元将軍、米から仏へ身柄引き渡し”. CNN. (2010年4月27日).  オリジナルの2010年4月29日時点におけるアーカイブ。 2023年1月11日閲覧。
14. ↑  “パナマ・ノリエガ元将軍に禁固７年判決…仏裁判所”. 読売新聞. (2010年7月7日).  オリジナルの2010年7月9日時点におけるアーカイブ。 2010年7月7日閲覧。
15. 1 2  “服役中のノリエガ元将軍、病院に搬送 パナマ”. AFP. (2012年2月6日) 2023年1月11日閲覧。
16. ↑  ノリエガ元将軍２２年ぶりパナマ帰国、即収監[リンク切れ]
17. ↑  ノリエガ元将軍、ゲーム会社を提訴 「殺人者」に不満 朝日新聞 2014年7月17日
18. ↑  パナマのノリエガ元将軍、ゲーム会社訴えた裁判で敗訴 ロイター 2014年10月30日
19. ↑  “ノリエガ元将軍、重体か＝手術後に脳内出血－パナマ”. 時事ドットコム (時事通信). (2017年3月8日) 2017年5月30日閲覧。[リンク切れ]
20. ↑  “ノリエガ氏が昏睡状態　パナマ元最高実力者”. 産経フォト. 共同通信. (2017年3月8日).  オリジナルの2023年1月11日時点におけるアーカイブ。 2023年1月11日閲覧。
21. ↑  “Manuel Noriega, Panama ex-strongman, dies at 83”. BBC News (BBC). (2017年5月30日) 2017年5月30日閲覧。
22. ↑  『スパイの世界史』海野弘（文春文庫）※ただし『独裁者追放　ブッシュVSノリエガ』フレデリック・ケンプ／西脇理一　訳（徳間書店）からの引用